# Maxime Monfort
Maxime Monfort, född 14 januari 1983 i Bastenaken, är en professionell belgisk tävlingscyklist.

## Karriär
Monfort blev professionell med Landbouwkrediet-Colnago 2004 efter att ha varit stagiaire, en amatörcyklist som under några månader får prova på att vara professionell, med dem under 2003. Han vann Tour of Luxemburg samma år, men också etapp 3 under tävlingen.
Mellan 2006 och 2008 var belgaren under kontrakt med det franska UCI ProTour-stallet Cofidis, le Crédit Par Téléphone, men valde att byta lag inför säsongen 2008, när han fortsatte till Team Columbia, trots att han fortfarande hade tid kvar på kontraktet med det franska stallet.
Monfort slutade elva på Vuelta a España 2007 och slutade på en sjunde plats i Tyskland runt samma år. Belgaren slutade också trea i Tyskland runts ungdomstävling efter Robert Gesink och Chris Anker Sørensen. 
Belgaren slutade tvåa på etapp 7 av Paris-Nice under säsongen 2008 efter spanjoren Luis Leon Sánchez Gil.
Han slutade på femte plats på Trofeo Inca bakom Antonio Colóm, Edvald Boasson Hagen, Jérôme Pineau och Sylvain Chavanel. Monfort slutade på fjärde plats på etapp 3, ett tempolopp, av Critérium International. Han slutade också på fjärde plats i Critérium Internationals slutställning bakom Jens Voigt, Frantisek Rabon och Danny Pate. I slutet av maj slutade Monfort tvåa på International Bayern Rundfahrt bakom Linus Gerdemann. Under International Bayern Rundfahrt slutade han på fjärde plats på etapp 2 och 4. Den 15 augusti 2009 vann Maxime Monfort de belgiska nationsmästerskapens tempolopp framför Sébastien Rosseler och Dominique Cornu. Han slutade på femte plats på Benelux Tour bakom Edvald Boasson Hagen, Sylvain Chavanel, Sebastian Langeveld och Jurgen Van Den Broeck. I slutet av säsongen slutade belgaren på fjärde plats på Chrono des Herbiers bakom Aleksandr Vinokurov, Jean-Christophe Peraud och Jurij Krivtsov.

## Stall
- 2003 Landbouwkrediet-Colnago (stagiaire)
- 2004-2005 Landbouwkrediet-Colnago
- 2006-2008 Cofidis
- 2009-2010 Team Columbia
- 2011 Leopard Trek